# Aage Madelung
Aage Madelung, född 1872, Söderto död 1949, var en dansk författare.
Madelung föddes i Skåne, uppehöll sig länge i Ryssland och var under första världskriget korrespondent på östfronten för Berliner Tageblatt. Madelungs huvudarbeten är romanen Elsker hverandre (1912, svensk översättning De märkta 1916), med skildringar från Ryssland omkring 1905, novellsamlingen Jagt paa Dyr og Mennesker (1908, svensk översättning 1914), I Dyreham (1921) och samfundssatiren Zirkus Mensch (på tyska 1918).